# Slottet i Chambord

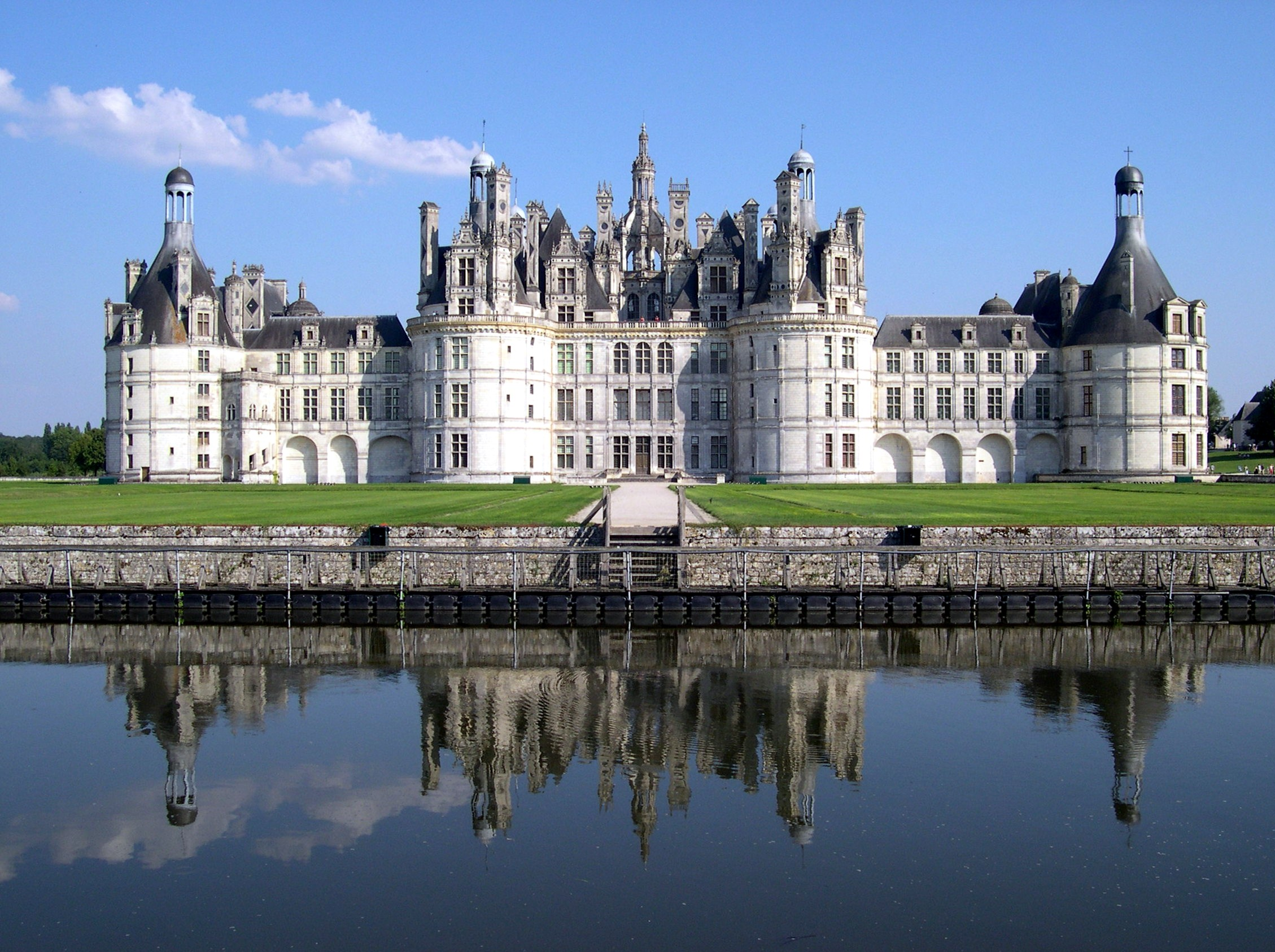
Slottet i Chambord.

Slottet i Chambord (franska: Château de Chambord), uppfört mellan 1519 och 1547, är ett franskt slott i departementet Loir-et-Cher. Det är känt för sin distinkta franska renässansarkitektur som blandat medeltida former med klassiska italienska strukturer.
Det är det största slottet i Loiredalen och byggdes ursprungligen som ett jaktresidens för Frans I, som bodde i sina kungliga palats i Blois och Amboise. De ursprungliga ritningarna konstruerades av Domenico da Cortona, men ändrades avsevärt under de 20 år det tog att bygga slottet. Leonardo da Vinci, som gästade Frans I i Clos Lucé, tros ha varit inblandad i ursprungsdesignen. När byggnaden stod klar visade Frans I upp sin enorma symbol för sitt välmående och sin makt genom att bjuda in sin gamle fiende, den tysk-romerske kejsaren Karl V.

## Struktur

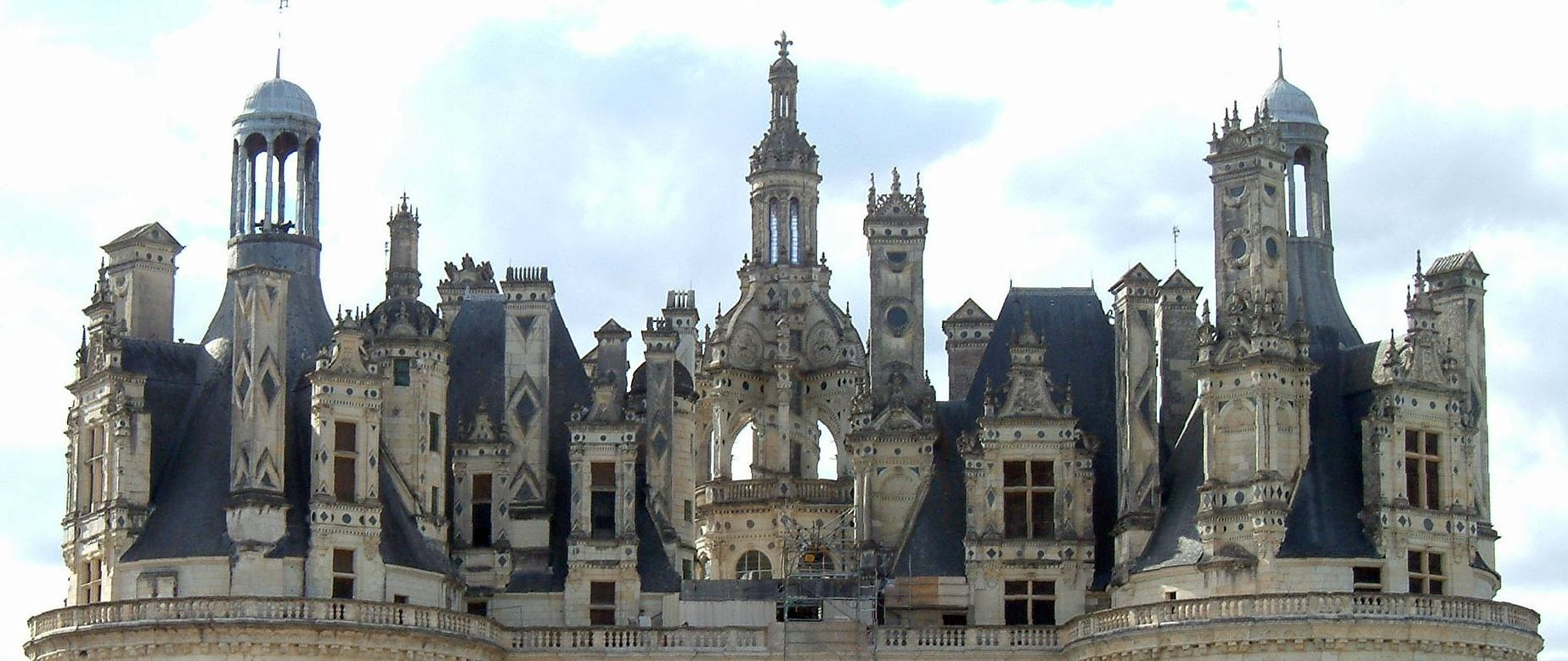
Det utsmyckade taket.

Slottet har en borggård med fyra enorma torn. Borggården är också en del av en större inhägnad av en mur med ytterligare två stora torn. Ytterligare två torn började att byggas men de slutfördes aldrig, utan förblev i samma höjd som muren. Slottet består av 440 rum, 365 öppna spisar och 84 trappor. Fyra rektangulära och välvda korridorer bildar ett kors på entréplanet.
Slottets fasad är 128 meter bred och har mer än 800 skulpterade kolonner och ett mycket utsmyckat tak. Det omges av 52,5 kvadratkilometer skogspark och det finns även en kronhjortsinhägnad inom en 31 kilometer lång mur.

## Arkitektur

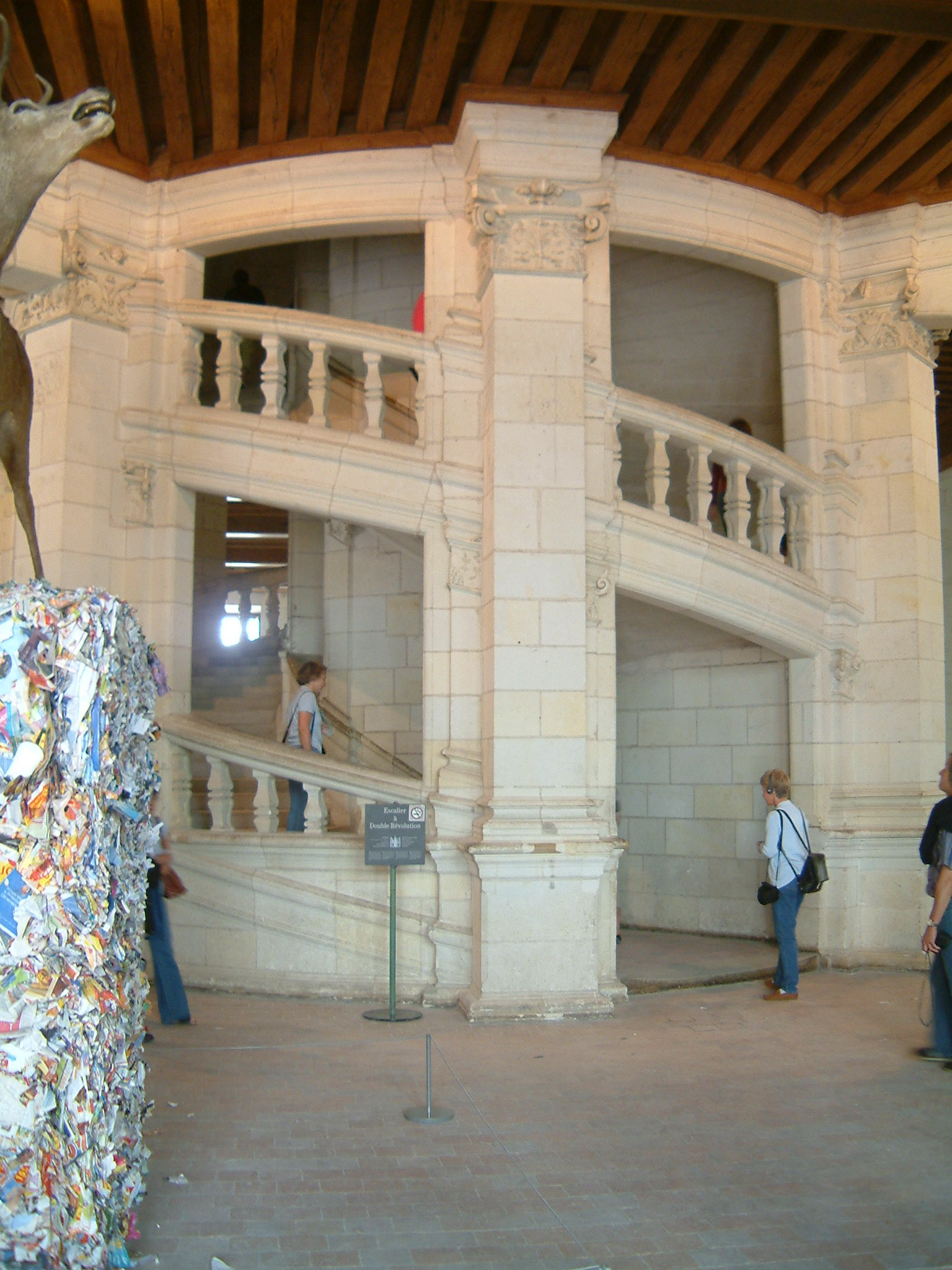
Dubbelhelixtrappan.

En av de arkitektoniska sevärdheterna är den öppna dubbelhelixtrappan som ligger mitt i slottet. De två helixarna går genom tre plan utan att mötas och lyses upp från ovan av ett slags ljusgård högst upp i slottet.
Slottet var aldrig menat att vara något slags försvar mot eventuella fiender. Murarna, tornen och vallgravarna var hel symboliska och för tiden en anakronism. Delar av arkitekturen lånades från den italienska renässansen.

## Historia

### Frans I

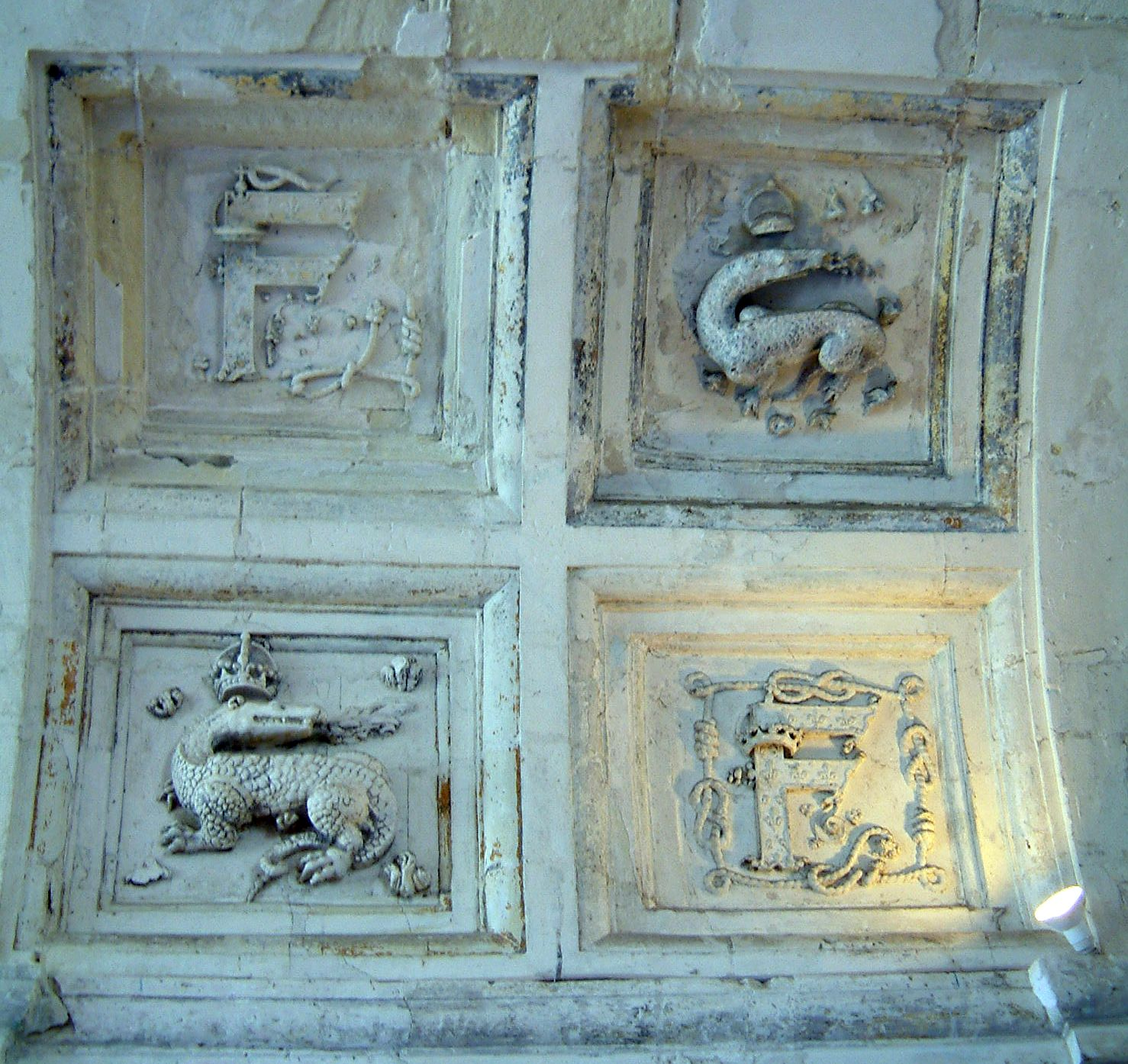
Salamandern, Frans I:s symbol som finns i taket i många av slottets rum.

Under Frans I var slottet nästan aldrig bebott. Kungen tillbringade endast sju veckor totalt där och han besökte slottet endast för jakt. Eftersom slottet hade byggts för korta besök så gick det i praktiken inte att bo där. De stora rummen, de öppna fönstren och höga taken gjorde att det var svårt att värma upp huset. Eftersom slottet inte låg i närheten av en by så var vilt den enda mat som fanns. Det innebar att maten vid jaktträffarna fördes dit av jaktdeltagarna som ofta kunde vara 2000 personer vid varje tillfälle.
Som ett resultat av dessa förutsättningar var slottet helt omöblerat under Frans I:s tid. Alla möbler, väggbeklädnader, köksredskap och så vidare fraktades dit endast för jaktträffarna. Det är av den anledningen som möbler från den tiden byggdes för att kunna plockas isär vid transporter.

### Ludvig XIV
Under mer än 80 år efter att Frans I hade avlidit övergavs slottet av de franska kungarna som lämnade det i förfall. 1639 gav Ludvig XIII slottet till sin bror Gaston Jean-Baptiste som räddade slottet från att falla i ruiner genom att restaurera det. Ludvig XIV restaurerade borggården och möblerade de kungliga våningarna. Han byggde också 300 häststall, vilket gjorde att han kunde använda slottet som jaktresidens dit han bjöd in bland andra Molière under några veckor varje år. Ludvig XIV övergav slottet 1685.

### Ludvig XV
Mellan 1725 och 1733 bodde den deporterade polske kungen Stanislaw I Leszczynski, som var Ludvig XV:s svärfar, på Chambord. 1745 överlät Ludvig XV slottet till Moritz, greve av Sachsen, som en belöning för hans stridsvilja. Moritz styrde sitt militärregemente från slottet men dog 1750 och åter igen kom slottet att stå tomt under många år.

### Comte de Chambord
1792 beordrade regeringen under franska revolutionen att slottets möbler skulle säljas och det tomma slottet låg övergivet fram till att Napoleon Bonaparte gav slottet till den franske militärledaren Louis Alexander Berthier. 
Slottet såldes senare av Berthiers änka till Henri Charles Dieudonné (1820-1883) som tog titeln Comte de Chambord. Ett försök till restaurering gjordes av hans farfar Karl X mellan 1824 och 1830 men 1830 fick båda fly landet. Under Fransk-tyska kriget (1870-1871) användes slottet som fältsjukhus.

### Hertigfamiljen
Det sista försöket att använda slottet var av den barnlöse Comte de Chambord men efter hans död 1883 överlämnades slottet till hans systers arvingar, hertigfamiljen av Parma i Italien. Först Robert I av Parma som dog 1907 och efter honom Elias av Bourbon-Parma. 
Mellan första och andra världskriget skedde ingen restaurering av slottet. Det blev statlig fransk egendom 1930 men restaureringsarbetens påbörjades inte förrän några år efter att andra världskriget hade upphört.